# Партія праці (Литва)
Партія праці (лит. Darbo partija) — політична партія в Литві, створена литовським мільйонером російського походження Віктором Успаскіх в 2003 році, менш ніж за рік до парламентських виборів, що відбулися в жовтні 2004 року.
Складається в основному з маловідомих литовських політиків, серед яких десять офіційних мільйонерів. Спочатку лідер партії Віктор Успаскіх позиціював її як лівоцентристську, пізніше партія змістилася кілька вправо, зайнявши центристські позиції.

## Політична платформа
Основну підтримку партії, яка побудувала свою виборчу кампанію на обіцянках зниження податоків, збільшення зарплати, боротьби з корупцією (які в литовських ЗМІ назвали «популістськими»), надали малозабезпечені верстви населення.

## Участь у виборах
2004
У червні 2004 року ПП домоглася приголомшливого успіху на виборах в Європарламент (отримавши 5 з 13 виділених Литві місць).
За підсумками парламентських виборів жовтня 2004 Партія праці здобула 39 мандатів з 141, що дозволило їй сформувати найбільшу фракцію в Сеймі Литовської Республіки. Заступник голови партії Вікторас Мунтянас після парламентських виборів став заступником голови Сейму. Партія праці увійшла в коаліційний уряд із соціал-демократами і соціал-лібералами.
10 листопада 2004 чотирипартійна коаліція закінчила переговори про розподіл портфелів у майбутньому уряді Литви. Чинна правляча коаліція Литовської соціал-демократичної партії (ЛСДП) і Нового союзу здобули посади прем'єр-міністра (Альгірдас Бразаускас) і сім з 13 портфелів, а також посаду голови сейму (Артурас Паулаускас), а Партія праці (ПП) і Союз селян і нової демократії (СКНД) — 6 портфелів.
У віданні ПП були міністерство господарства, МВС, міністерство юстиції, охорони здоров'я та культури, у віданні СКНД — міністерство сільського господарства.
У червні 2005 року міністр господарства Литви Віктор Успаскіх подав у відставку і був звільнений прем'єр-міністром після того, як комісія зі службової етики констатувала, що міністр порушив закон про узгодження громадських і приватних інтересів на державній службі.
У квітні 2006 року парламент більшістю голосів (94 «за», 11 «проти») відсторонив Артураса Паулаускаса з посади голови Сейму у зв'язку зі скандальними фактами зловживань в канцелярії Сейму. Новим головою парламенту обрано заступника голови Партії праці Віктораса Мунтянаса, який незабаром з групою своїх прихильників вийшов з ПП і створив власну Партію громадянської демократії.
В 2006 році, під час від'їзду Віктора Успаскіх до Москви, в Литві йому були пред'явлені звинувачення у фінансових махінаціях. Через рік він повернувся до Литви, для участі у виборах до Сейму. Під час його відсутності головою партії був обраний Кястутіс Даукшіс.
2011
На муніципальних виборах 2011 року партія здобула 110 040 голосів з 1,1 млн та 165 з 1526 місць. У Вільнюсі партія здобула 8 місць, в Каунасі — 4.
2012
На парламентських виборах 2012 року за Партію праці проголосували 271 520 виборців (19,82 %), завдяки чому вона здобула в Сеймі 17 місць, зайнявши перше місце. Ще 12 мандатів трудовики виграли в одномандатних округах. В результаті партія завоювала 29 місць в парламенті, поступившись за цим показником лише соціал-демократам і консерваторам. За підсумками виборів у Литві обговорюється можливість створення коаліційного уряду, до якого можуть увійти соціал-демократи, трудовики, партія «Порядок і справедливість» і, можливо, Виборча акція поляків Литви.